# Super Mario Bros.: The Lost Levels
Super Mario Bros.: The Lost Levels — компьютерная игра в жанре платформер, разработанная и изданная Nintendo. Японская версия игры вышла под названием Super Mario Bros. 2 (яп. スーパーマリオブラザーズ2 Су:па: Марио Брадза:су цу:) или Super Mario Bros. 2: For Super Players на платформе Family Computer Disk System 3 июня 1986 года. Игра является прямым продолжением бестселлера Super Mario Bros. Разработчики указали, что изначально продолжение игры должно было быть другим: существовал прототип игры, который позднее был выпущен в Японии в несколько незавершённом виде под названием Doki Doki Panic. Из-за высокой сложности игры, описываемой в данной статье, а также сходства её с предшественником, американское подразделение Nintendo вместо выпуска её как продолжения Super Mario Bros. наняло японских разработчиков для завершения исходного прототипа Mario 2. В результате в сообществе фанатов нет единства по поводу того, какая игра является «настоящим Mario 2»: некоторые таковым считают описываемую игру, а некоторые — американскую версию исходного прототипа.
Полный ремейк, под названием Super Mario Bros.: The Lost Levels, был включён в состав сборника Super Mario All-Stars для Super Nintendo Entertainment System. В 2007 году исходная версия для Disk System стала доступной для загрузки (в том числе в Северной Америке) для Virtual Console. Единственным отличием от исходной версии является отсутствие экрана загрузки.
Завязка игры такая же, как в Super Mario Bros.: Боузер похитил принцессу Пич и заточил её в одном из своих замков. Или Марио, или Луиджи должны пройти Грибное королевство, одолеть подручных Боузера и спасти принцессу. Игра использует тот же движок, что и Super Mario Bros., а также очень похожа на неё по визуальному оформлению. Игра имела повышенный уровень сложности и была нацелена на опытных игроков Super Mario Bros.

## Игровой процесс
В отличие от предыдущей игры, режим для двух игроков отсутствует. Перед началом игры можно выбрать персонажа: Марио или Луиджи. Эта игра является первой в серии Mario, где механика движения Марио и Луиджи отличается: Марио движется так же, как и в исходной игре, а Луиджи менее быстр, но может прыгать выше и дальше. Небольшие изменения были внесены в физику игры, вследствие чего Марио и Луиджи стали выше отскакивать от спин врагов. Музыка и звуковые эффекты практически полностью были заимствованы из предыдущей игры, хотя их качество было слегка улучшено. Спрайты также почти не изменились, однако фоны и окружающая местность стали более детализированными.
Структура The Lost Levels такая же, как и у предшественницы: восемь миров, в каждом четыре уровня. В конце каждого мира персонаж проходит залитый лавой замок и сражается с Боузером. Помимо восьми основных миров, нумеруемых с 1 до 8, присутствует четыре бонусных мира. Чтобы открыть их, надо пройти игру восемь раз и в главном меню, удерживая кнопку A, нажать на кнопку Start. В исходной версии для Disk System бонусные миры пронумерованы латинскими буквами A-D. Некоторые части игры можно пропустить, воспользовавшись зонами перехода, однако, в отличие от предыдущей игры, в The Lost Levels две зоны перехода возвращают игрока к предыдущим уровням. Если пройти миры 1-8 без использования зон перехода, игрок получает доступ к «Fantasy World», также известному как 9-й мир. Это повторяющийся бонусный уровень.
В игре нет новых врагов, но многие старые изменили своё поведение. Наземные враги, такие как Гумба, Купа Трупа и Лакиту, теперь появляются на подводных уровнях, а такие противники, как Чип-чипы и Спруты, могут висеть в воздухе. Братья Молоты более агрессивны и постоянно двигаются в сторону Марио, удаляясь от своих начальных точек. Кроме того появились красные растения-пираньи, которые более агрессивны, чем зелёные, и появляются из своих труб, даже если персонаж игры стоит в непосредственной близости от них. Они остаются в трубах, если персонаж стоит прямо на них. Наконец, в мирах 8-4 и D-4 Боузер появляется в замке дважды. Первый Боузер поддельный и окрашен в более тёмный цвет, чем настоящий. Ничего подобного в предыдущей игре нет.
В The Lost Levels впервые появился отравленный гриб: ловушка, замаскированная под power-up. Хотя по виду он похож на супергриб или гриб 1-Up, при соприкосновении с ним Марио наносится урон. Результат тот же, что и при соприкосновении с врагом: если супер-Марио или огненный Марио дотрагивается до отравленного гриба, он превращается в обычного Марио, обычный Марио погибает (игрок теряет жизнь). В исходной версии отравленные грибы можно отличить по тёмным пятнам (у супергрибов они красные, а у грибов 1-Up — зелёные); в более поздних переизданиях гриб имеет сине-фиолетовый цвет, отметины в форме черепа и «злые» глаза.
На «горных» уровнях появляется другое новое препятствие: буря. Порывы ветра поочерёдно дуют то слева, то справа. Они достаточно сильны, чтобы столкнуть персонажа игры с края платформы. Направление ветра можно определить по анимации листьев, уносимых ветром.
Кроме того, появились специальные зелёные пружины, с помощью которых персонаж может подпрыгнуть очень высоко. Они обычно используются для преодоления больших пропастей.
Когда персонаж проходит уровень, запрыгивая на флагшток, в то время когда собрано 11, 22, 33 монеты и т.д. и при этом последняя цифра в счётчике времени такая же, то ему добавляется одна жизнь.

## Разработка
Дизайнерами игры были Сигэру Миямото и Такаси Тэдзука, создатели первой игры Super Mario Bros. Визуально новая игра практически не отличалась от предшественницы, но была более сложной. Уровни в новой игре были похожи на «полосы препятствий».
Музыку для The Lost Levels написал Кодзи Кондо. В игре в основном использовалась та же музыка, что и в предшествующей части, однако было добавлено несколько новых композиций, в частности, финальная тема.
The Lost Levels не понравилась американскому подразделению Nintendo. Там её сочли чрезмерно сложной и не сильно отличающейся от Super Mario Bros. Они отменили релиз игры в Северной Америке, решив не рисковать популярностью франшизы, и начали искать альтернативу. Американское подразделение воспользовалось тем, что игра Yume Kojo: Doki Doki Panic («Фабрика снов: паника, заставляющая биться сердце»), дизайнером которой также был Миямото, изначально разрабатывалась как вторая часть Super Mario Bros. 2 и была переименована в Doki Doki из-за того, что было заключено соответствующее лицензионное соглашение, а также из-за радикально отличающегося стиля игры. Эта игра была переработана и выпущена под названием Super Mario Bros. 2 в Северной Америке и Европе, а позже и в Японии как Super Mario USA.

## Повторные выпуски
Ремейк The Lost Levels был выпущен в 1993 году в составе сборника Super Mario All-Stars для Super Nintendo. В этой версии игры невозможно открыть миры A-D с помощью зажатия кнопки A при нажатии на кнопку Start (в эти миры игрок попадает после прохождения 8-го мира). В этом сборнике игра впервые получила английское название. Переименование было связано с необходимостью избежать путаницы с другой игрой под названием Super Mario Bros. 2, выпущенной за пределами Японии. В Японии игра получила подзаголовок For Super Players. Все игры сборника получили улучшенную 16-битную графику и звук, а также возможность сохранять игру. В отличие от других игр сборника, сохранение позволяло продолжить игру с любого уровня, а не только с начала мира (из-за повышенной сложности игры). Кроме того, Луиджи мог прыгать выше, чем в исходной версии для Famicom. Сборник был перевыпущен в Японии 21 октября 2010 года для Wii
В мае 1999 года игра была портирована на портативные игровые системы. The Lost Levels с японским подзаголовком For Super Players была включена в качестве разблокируемой награды в состав Super Mario Bros. для Game Boy Color. Как и в ремейке All-Stars, в этот порт включена возможность сохранения. В отличие от версии для Super Nintendo, в версии для GBC отсутствуют миры 9 и A-D. Общая сложность игры была уменьшена различными способами, такими как исключение сильных ветров и сокращение пространства, которое нужно перепрыгнуть. Отличия в движениях Марио и Луиджи были убраны: они стали двигаться одинаковым образом. Графика больше соответствует Super Mario Bros., а не исходной версии для Famicom Disk System.
Порт для Game Boy Advance был выпущен в составе серии Famicom Mini.

## Восприятие и влияние
| Иноязычные издания | Иноязычные издания |
| Издание            | Оценка             |
| ------------------ | ------------------ |
| Eurogamer          | Wii: 8/10          |
| GameSpot           | Wii: 6,5/10        |
| IGN                | 3DS: 8,5/10        |
| Nintendo Life      | 8/10               |

В Японии было продано 2,5 миллиона копий The Lost Levels, что сделало игру самой успешной среди игр для Famicom Disk System.
В обзоре версии игры для Virtual Console журналисты IGN, сравнивая игру с Super Mario Bros., отметили, что The Lost Levels сильно походит на сделанную фанатами модификацию — с платформенными препятствиями, которые слишком сложны, и ухудшенной графикой. Также в этом обзоре было сказано, что американское подразделение Nintendo сделало правильный выбор, не выпустив игру за пределами Японии.
Некоторые особенности The Lost Levels стали стандартами для всей серии Mario. В частности, внешний вид грибов (с глазами, более низкие и широкие) стал использоваться во всех последующих играх. Различия в движении Марио и Луиджи (Луиджи выше прыгает, но сильнее «пробуксовывает») позже были использованы в серии Super Mario Advance и в серии Super Mario Galaxy. Отравленные грибы появлялись в таких последующих играх, как Super Mario Kart и Super Smash Bros.